# 云南杨梅
云南杨梅（学名：Myrica nana）为杨梅科杨梅属下的一个种。